# みんなみの里
みんなみの里（みんなみのさと）は、千葉県鴨川市にある総合交流ターミナルである。

## 概要
1999年3月に開業。鴨川市の西部、長狭地区の国道410号沿いに位置する。長狭地区は千葉県最高峰の愛宕山や、日本の棚田百選に選定されている大山千枚田がある風光明媚でのどかな地区である。
この地域に生まれたアララギ派の歌人古泉千樫は、嶺岡山を眺め「みんなみの嶺岡山のやくる火のこよひもあかく見えにけるかも」と詠んだ。これが「みんなみの里」の名前の由来となったとされる。

2018年3月、「無印良品」を運営する良品計画が指定管理者となり、4月27日に小売店「無印良品」と喫茶・食堂「Café&Meal MUJI」が入居した「里のMUJI みんなみの里」としてリニューアルオープンした。

## 施設
- 無印良品　みんなみの里
  - 旧・体験館に入る。無印良品の各種アイテムの他、鴨川産の商品や生鮮品も取り扱う。
- Café&Meal MUJI みんなみの里
  - 旧・交流館に入る。｢Café&Meal MUJI｣としては初のロードサイド型店舗。鴨川産の野菜や長狭米などを使った料理を中心に提供。
- 農産品・地域物産品直売所
  - 旧・交流館に入る。房総半島の土産物、陶芸品を販売。
- 開発工房
  - 鴨川産の農作物・畜産物を使用した加工品の研究・開発を行う。

## 営業時間
- 午前9時～午後6時

## 交通
- JR外房線安房鴨川駅より約10km、長狭学園交差点より南約300m
- 安房鴨川駅東口より日東交通 平塚本郷行、東京湾フェリー行「みんなみの里前」下車すぐ
- 安房鴨川駅西口より日東交通 イオンモール木更津行「長狭中学前」下車徒歩5分

## 周辺
- 大山千枚田
- サテライト鴨川
- カステラ工房ルアーシェイア
- 鴨川シーワールド
- 小中一貫校・長狭学園